# Niente che non va
| Recensione | Giudizio |
| ---------- | -------- |
| Rockol     |          |

Niente che non va è il terzo album in studio del rapper italiano Coez, pubblicato il 4 settembre 2015 dalla Carosello Records e dalla Undamento.

## Descrizione
Anticipato dal singolo La rabbia dei secondi, entrato in rotazione radiofonica a partire dal 21 agosto 2015, Niente che non va è il risultato di circa un anno di lavorazione, secondo quanto affermato dallo stesso Coez:

## Tracce
1. Still Life – 3:18
2. La rabbia dei secondi – 3:11
3. Niente di che – 3:14
4. Con le tasche leggere – 3:13
5. Dove finiscono le favole – 3:25
6. Niente che non va – 3:09
7. Jet – 2:58
8. Ti sposerai – 3:51
9. Costole rotte – 3:22
10. Buona fortuna – 3:02
11. Le parole più grandi – 3:44

## Classifiche
| Classifica (2015) | Posizione massima |
| ----------------- | ----------------- |
| Italia            | 2                 |